# Carabetovca
Carabetovca è un comune della Moldavia situato nel distretto di Basarabeasca di 1.840 abitanti al censimento del 2004